# Amazonides ferida
Amazonides ferida là một loài bướm đêm trong họ Noctuidae.